# توجيه مهني
التوجيه المهني أو الإرشاد المهني يرتبط التوجيه المهني بأنواع أخرى من التوجيه (مثل الزواج أو التوجيه السريري). ما يوحد جميع أنواع التوجيه المهني هو دور الممارسين، الذين يجمعون بين تقديم التوجيه في موضوع خبرتهم مع تقنيات التوجيه التي تدعم العملاء في اتخاذ القرارات المعقدة ومواجهة المواقف الصعبة. يركز التوجيه المهني على كيفية إدارة الأفراد لرحلتهم عبر الحياة والتعلم والعمل (السيرة المهنية). ويشمل ذلك الاستكشاف المهني وصنع الخيارات المهنية وإدارة التغييرات المهنية والتطوير المهني مدى الحياة والتعامل مع القضايا الأخرى ذات الصلة بالمهنة.
لا يوجد تعريف متفق عليه للتوجيه المهني في جميع أنحاء العالم، ويرجع ذلك أساسًا إلى الاختلافات المفاهيمية والثقافية واللغوية. ومع ذلك تدل مصطلحات «التوجيه المهني» إجمالًا إلى تدخل احترافي يتم إما فرديًا أو في مجموعة صغيرة.
يوجد أيضًا اختلاف كبير في المصطلحات المستخدمة في جميع أنحاء العالم لوصف هذا النشاط. بالإضافة إلى الاختلاف اللغوي بين الإنجليزية الأمريكية والإنجليزية البريطانية. هناك أيضًا مجموعة من المصطلحات البديلة شائعة الاستخدام، وتتضمن: الإرشاد المهني والتدريب المهني ومشورة التوجيه والتوجيه الشخصي والاستشارات المهنية ومجموعة من المصطلحات ذات الصلة. يؤدي هذا في كثير من الأحيان إلى دمج الكتّاب والمعلقين مصطلحاتٍ متعددةً، على سبيل المثال التوجيه المهني والاستشارات، لتكون شاملة. ومع ذلك، يجب توخي الحذر عند الانتقال من مصطلح إلى آخر، إذ أن لكل مصطلح تاريخه وأهميته الثقافية.
والمصطلح البديل الرئيسي هو «الإرشاد المهني». يُستخدم هذا المصطلح أحيانًا كمرادف للتوجيه المهني، ولكن يمكن استخدامه أيضًا لوصف نطاق أوسع من التدخلات تتجاوز التوجيه الفردي.

## التاريخ والنهوج الجديدة
للإرشاد المهني تاريخ طويل يعود إلى أواخر القرن التاسع عشر على الأقل. من أهم الأعمال المميزة في هذا المجال كتاب لفرانك بارسونز «اختيار مهنة» نُشر عام 1909. كان بارسونز راسخًا بقوة في حركة الإصلاح الاجتماعي التقدمية الأمريكية، لكنها ابتعدت عن الأصل مع تطور المجال وأصبحت أكثر فأكثر مفهومة على أنها فرع لعلم النفس الاستشاري.
على الرغم من تميز النهج النظري القوي حتى السبعينيات من القرن الماضي (على سبيل المثال نهج مجال الحياة لدونالد إي سوبر) وممارسة التوجيه المهني (مثل مفهوم المطابقة)، فإن النماذج الجديدة لها نقطة انطلاق في الاحتياجات الفردية والمهارات القابلة للتحويل للعملاء أثناء إدارة توقفات وفواصل السيرة الذاتية. لم يعد يُنظر إلى التطور الوظيفي على أنه عملية خطية تعكس عالمًا متوقعًا من العمل. تُولى التأثيرات غير الخطية والمصادفة والتأثيرات غير المخطط لها مزيدًا من الاهتمام الآن.
يُوضَّح هذا التغيير في المنظور في النماذج البنائية والبنائية الاجتماعية للتوجيه المهني. تطبّق نماذج بنائية/ بنائية اجتماعية توجيهًا مهنيًا قصصيًا يؤكد على القصص الشخصية والمعنى الذي يحدِثُه الأفراد في ما يتعلق بتعليمهم وعملهم.
التوجيه المهني لمدرسة ما بعد الحداثة هو عملية عاكسة لمساعدة العملاء في خلق الذات من خلال الكتابة ومراجعة قصص السيرة الذاتية التي تحدث في سياق اختيار متعدد من تنوع الخيارات والقيود. ينتقل التحول من تأكيد اختيار مهني إلى تشجيع إثبات النفس وتحسين عملية اتخاذ القرار. طُبق هذا النهج مؤخرًا على نطاق واسع في أستراليا، كما هو الحال في برنامج التعليم المهني للرياضيين من قبل لجنة الرياضة الأسترالية وفرصة الفنانين من قبل مجلس الراقص الأسترالي.
في حين أن للتوجيه المهني أصولًا في الولايات المتحدة الأمريكية والعالم الناطق باللغة الإنجليزية، انتشر الآن ليصبح نشاطًا عالميًا يمكن إيجاده إلى حد ما في جميع البلدان.

## الأنشطة المهنية ذات الصلة
يتضمن التوجيه المهني مجموعة واسعة من الأنشطة المهنية التي تساعد الناس على التعامل مع التحديات المتعلقة بالمهنة. يعمل المستشارون المهنيون مع المراهقين الذين يسعون لاستكشاف الخيارات الوظيفية أو المهنيين ذوي الخبرة الذين يفكرون في التغيير الوظيفي أو الآباء الذين يرغبون في العودة إلى عالم العمل بعد قضاء بعض الوقت في تربية أطفالهم أو الأشخاص الذين يبحثون عن عمل. يُقدَّم التوجيه المهني أيضًا في أماكن مختلفة، في مجموعات وبشكل فردي أو شخصيًا أو عن طريق الاتصال الرقمي.
اتُّبعت عدة طرق لتنظيم مجموعة متنوعة من الأنشطة المهنية المتعلقة بالتوجيه والإرشاد المهني. في أحدث محاولة، وافقت شبكة الابتكار للتوجيه والإرشاد المهني في أوروبا -وهي اتحاد يضم 45 مؤسسة أوروبية للتعليم العالي في مجال التوجيه المهني- على نظام الوظائف المهنية لمستشاري التوجيه. يُنظر إلى كل من هذه الوظائف الخمسة كجانب مهم لمهنة التوجيه والإرشاد المهني. من المتوقع أن يتصرف المستشارون المهنيون بأداء احترافي، على سبيل المثال: اتباع القواعد الأخلاقية في ممارساتهم. الوظائف المهنية في شبكة الابتكار للتوجيه والإرشاد المهني هي:
- المرشد المهني «يدعم الناس في تطوير كفاءاتهم في الإدارة المهنية».
- خبير التقييم والمعلومات المهني «يدعم الناس في تقييم خصائصهم واحتياجاتهم الشخصية، ثم يربطهم بسوق العمل وأنظمة التعليم».
- المستشار المهني «يدعم الأفراد في فهم حالاتهم، من أجل العمل من خلال القضايا نحو الحلول».
- مدير البرنامج والخدمات «يضمن جودة وتقديم خدمات التوجيه والإرشاد المهني للمنظمات».
- مطور النظم الاجتماعية والمتدخل فيها «يدعم العملاء (حتى) في الأزمة ويعمل على تغيير الأنظمة إلى الأفضل».

يعتمد وصف الوظائف المهنية في شبكة الابتكار للتوجيه والإرشاد المهني على مجموعة متنوعة من النماذج السابقة لتحديد الأنشطة والكفاءات المركزية لمستشاري الإرشاد. وبالتالي يمكن فهم الوظائف المهنية في الشبكة كإطار عمل حديث يشمل جميع الجوانب المتعلقة بالتوجيه المهني. لهذا السبب، لم تُشمل نماذج أخرى هنا حتى الآن. تتضمن النماذج التي تنعكس في الوظائف المهنية في الشبكة:
- بي إي كيو يو: «نبذة عن الكفاءات للمستشارين» (ألمانيا، 2011)
- المركز الأوروبي لتطوير التدريب المهني «كفاءات الممارسين» (2009)[12]
- إي إن تي أو: «المعايير المهنية الوطنية للنصيحة والإرشاد» (بريطانيا العظمى، 2006)
- الرابطة الدولية للإرشاد التربوي والمهني: «الكفاءات الدولية للإرشاد التربوي والمهني» (2003)[13]
- مارك سافيكاس: «الإرشاد المهني» (الولايات المتحدة، 2011)[14]

## الفوائد
تشهد البحوث التجريبية على فعالية التوجيه المهني. يمكن للمستشارين المهنيين المحترفين دعم الأشخاص في التحديات المتعلقة بالعمل. من خلال خبرتهم في التطوير المهني وأسواق العمل، يمكنهم وضع مؤهلات الشخص وخبراته ونقاط القوة والضعف في منظور واسع وأيضًا الأخذ بعين الاعتبار مرتباتهم المرغوبة والهوايات والاهتمامات الشخصية والموقع وسوق العمل والإمكانيات التعليمية. من خلال قدراتهم في مجال التوجيه والتعليم، يمكن للمستشارين المهنيين، بالإضافة إلى دعم الأفراد، تحقيق فهم أفضل لما يهمهم حقًا بشكل شخصي أو كيف يمكنهم تخطيط حياتهم المهنية بشكل مستقل أو مساعدتهم في اتخاذ قرارات صعبة والتغلب على أوقات الأزمات. أخيرًا، غالبًا المستشارون المهنيون قادرون على دعم عملائهم في العثور على أعمال/ وظائف مناسبة أو في حل النزاعات مع أرباب عملهم أو في العثور على الدعم من الخدمات المفيدة الأخرى. وتُعزى هذه الفوائد المختلفة للتوجيه المهني إلى تمويل صانعي السياسات في العديد من البلدان لخدمات التوجيه العامة. على سبيل المثال، يفهم الاتحاد الأوروبي التوجيه والإرشاد المهني كأداة لمكافحة الإقصاء الاجتماعي بفعالية وزيادة إمكانية توظيف المواطنين.

## التدريب
لا يوجد مؤهل معياري دولي للمستشارين المهنيين المحترفين، على الرغم من الشهادات المختلفة المقدَّمة على الصعيدين الوطني والدولي (مثلًا من قبل الجمعيات المهنية). يتزايد عدد برامج الشهادات في التوجيه المهني و/أو الإرشاد المهني في جميع أنحاء العالم. لقب «مستشار مهني» غير معترف عليه، على عكس المهندسين أو علماء النفس الذين ألقابهم المهنية محمية قانونًا. في الوقت نفسه، يتفق صانعو السياسة على أن كفاءة المستشارين المهنيين واحدة من أهم العوامل في ضمان حصول الناس على دعم عالي الجودة في التعامل مع أسئلة حياتهم المهنية. قد يكون للمستشارين في المجال المهني مجموعة متنوعة من الخلفيات الأكاديمية اعتمادًا على البلد الذي تعلموا فيه: على سبيل المثال في أوروبا، تعد شهادات علم النفس والعلوم التربوية (المهنية/ الصناعية/ المنظمة) من بين الأكثر شيوعًا، لكن الخلفيات في علم الاجتماع والإدارة العامة وغيرها من العلوم مألوفة أيضًا. في الوقت نفسه أصبحت العديد من البرامج التدريبية للمستشارين المهنيين متعددة التخصصات بشكل متزايد.